# ハイスクールジャパンカップ
ハイスクールジャパンカップソフトテニスは、公益財団法人日本ソフトテニス連盟、北海道ソフトテニス連盟が主催する日本の高等学校ソフトテニス大会の一つ。
毎年6月に北海道で開催。

## 概要
この大会は、全国高等学校総合体育大会ソフトテニス競技大会（インターハイ）等に準ずる高校ソフトテニス全国大会のひとつで、北海道にて毎年開催されている。
県予選大会で勝ち抜いた選手による個人戦（単・複）。時期的にインターハイの前哨戦ともいわれる。

### テレビ放映
1970年代大会創設直後より毎年全国ネットでテレビ放映がおこなわれてきた。近年はインターネットで配信されている。

## 参加資格
（大会要項より転載）
- 各都道府県代表選手

・男女各シングルス１名、ダブルス１ペアで、原則、各都道府県単位での代表選考大会優勝選手ペアとする。
- 主催者の北海道は、南、北の計８枠とし、同一校からの参加は、２ペア(シングルスは２名）以内とする。

## 歴代優勝校
|    |        | 男子 ダブルス                  | 女子 ダブルス                | 男子 シングルス            | 女子 シングルス            | 備考   |
| -- | ------ | ------------------------------ | ---------------------------- | -------------------------- | -------------------------- | ------ |
| 53 | 2024年 | 植田・結城 （奈良 高田商）     | 前川・塚本 （広島翔洋）      | 植田瑠音 （奈良 高田商）   | 大和美月 （宮城 東北）     | 札幌   |
| 52 | 2023年 | 白井・草地 （鹿児島 鹿児島商） | 片山・近藤 （香川 尽誠学園） | 野本凌生 （香川 尽誠学園） | 岩元望美 （和歌山 信愛）   | 苫小牧 |
| 51 | 2022年 | 野口・菊山 （奈良 高田商）     | 前田・中谷 （兵庫 須磨学園） | 岩田捁平 （香川 尽誠学園） | 岩元愛美 （和歌山 信愛）   | 札幌   |
| 50 | 2021年 | 片岡・広岡 （大阪 上宮）       | 福島・小林 （(山形 羽黒）    | 黒坂卓矢 （香川 尽誠学園） | 濱島怜奈 （広島 修大協創） | 札幌   |
| 49 | 2020年 |                                |                              |                            |                            | 中止   |
| 48 | 2019年 | 山本・西田 （奈良 高田商）     | 多田・前本 （和歌山 信愛）   | 白川雄己 （香川 尽誠学園） | 水澤奈央 （新潟 北越）     | 札幌   |
| 47 | 2018年 | 中西・田中 （大阪 上宮）       | 木瀬・平岡 （兵庫 須磨学園） | 水木瑠 （宮城 東北）       | 水澤奈央 （新潟 北越）     | 札幌   |
| 46 | 2017年 | 上岡・広岡 （大阪 上宮）       | 林田・宮下 （東京 文大杉並） | 広岡宙 （大阪 上宮）       | 林田リコ （東京 文大杉並） | 札幌   |
| 45 | 2016年 | 本倉・上松 （岡山理大付属）    | 林田・宮下 （東京 文大杉並） | 上松俊貴 （岡山理大付属）  | 貝瀬ほのか （和歌山信愛）  | 札幌   |
| 44 | 2015年 | 内本・丸山 （大阪 上宮）       | 笠井・鈴木 （和歌山信愛）    | 上松俊貴 （岡山理大付属）  | 笠井佑樹 （和歌山信愛）    | 札幌   |
| 43 | 2014年 | 内本・丸山 （大阪 上宮）       | 松本・小谷 （鳥取 米子松蔭） | 船水颯人 （宮城 東北）     | 尾上胡桃 （広島 鈴峰女子） | 札幌   |
| 42 | 2013年 | 坪井・佐藤 （熊本工業高）      | 小谷・小野川 （広島翔洋）    | 船水颯人 （宮城 東北）     | 平久保安純 （和歌山信愛）  | 札幌   |

2013年よりシングルスが追加される。
|    |        | 男子                         | 女子                              | 備考 |
| -- | ------ | ---------------------------- | --------------------------------- | ---- |
| 41 | 2012年 | 須藤・山本 （奈良 高田商）   | 森田・松家 （広島翔洋）           | 札幌 |
| 40 | 2011年 | 塩田・廣田 （奈良 高田商）   | 横山・土井 （三重）               | 札幌 |
| 39 | 2010年 | 丸中・鈴木 （宮城 東北）     | 森田・大槻 （広島翔洋）           | 札幌 |
| 38 | 2009年 | 荒尾・荒木 （奈良 高田商）   | 由田・藤崎 （和歌山信愛）         | 札幌 |
| 37 | 2008年 | 大塚・中村 （北海道高志）    | 高橋・渕田 （北海道とわの森三愛） | 札幌 |
| 36 | 2007年 | 太田・柴田 （岡山理大付属）  | 守屋・斉藤 （群馬 健大高崎）      | 札幌 |
| 35 | 2006年 | 真鍋・伊藤 （愛知 岡崎城西） | 青木・竹崎 （広島女子商）         | 札幌 |
| 34 | 2005年 | 上嶋・長江 （岡山理大付属）  | 杉本・大庭 （岡山 就実）          | 札幌 |
| 33 | 2004年 | 申・朴 （韓国 仁川）         | 上原・工藤 （埼玉 上尾）          | 札幌 |